# ベースボール・アメリカ
ベースボール・アメリカ（英語: Baseball America）は、ソース・インターリンク社が発行するアメリカ合衆国の野球専門雑誌。略称は「BA」。

## 概要
1980年に創刊された隔週の野球専門誌で、野球に関する国内外のあらゆるテーマを扱う。増刊号を含めて年間26号を発行しており、平均発行部数は約3万2300部（2011年時点）。2011年にソース・インターリンク社が買収した。紙媒体だけでなく、ウェブサイト上でも多くの情報を公開している。
特にドラフト候補のアマチュア選手やマイナーリーグの若手有望株（米国では「プロスペクト(prospect)」と呼ばれる）に関する情報が充実している。シーズンオフにはプロスペクトを球団やリーグ毎のランキング形式で評価している。より詳細なランキングやスカウティングレポートをまとめた姉妹本「プロスペクト・ハンドブック（Prospect Handbook）」を毎年発行しており、若手選手に関心を持つファンにとってのバイブルになっている。
プロスペクトの評価にあたっては、完成度よりも素材を重視する傾向がある。そのため、高い評価を受けながらもメジャーリーグで活躍できずに終わるケースもさほど珍しくない。